# Enantiomerenüberschuss
Der Enantiomerenüberschuss ee (englisch: enantiomeric excess, Begriff geprägt 1971 von Morrison und Mosher) gibt in der Stereochemie den Überschuss eines Enantiomers in einem Enantiomerengemisch an.

## Definition
{\displaystyle ee={\frac {|m_{1}-m_{2}|}{m_{1}+m_{2}}}\cdot 100\,\%}
mit
- {\displaystyle m_{1}}: Masse des Enantiomers 1
- {\displaystyle m_{2}}: Masse des Enantiomers 2.

Schematische Darstellung eines 40 %igen Enantiomerenüberschusses (ee = 40 %).

Im Beispiel aus der Abbildung können bei Massenanteilen der Enantiomere von 70 % zu 30 % je 30 Prozentpunkte der Enantiomere als racemisches Gemisch und der Rest des überschüssigen Enantiomers rein vorliegen, was einen 40 %igen Enantiomerenüberschuss für das Enantiomerengemisch bedeutet {\displaystyle \left(ee=40\,\%\right).}
Die Grenzfälle für den Enantiomerenüberschuss sind:
- {\displaystyle ee=0\,\%} bei einem Racemat (1:1-Gemisch der Enantiomere 1 und 2)
- {\displaystyle ee=100\,\%} bei einer enantiomeren-reinen Verbindung.

## Enantiomerenüberschuss und Drehwert
In der Praxis bedeutet ein bestimmter Enantiomerenüberschuss oft, dass bei einer Messung des Drehwertes einer optisch aktiven Lösung nur der entsprechende Prozentsatz des theoretischen Drehwertes der enantiomerenreinen Lösung gemessen wird.
Genaugenommen wird über den Drehwert aber nur die optische Reinheit {\displaystyle op} gemessen (englisch optical purity). Verunreinigungen der untersuchten Probe mit Nebenprodukten (egal ob achiral oder enantiomerenrein) können dazu führen, dass die optische Reinheit nicht mit dem Enantiomerenüberschuss übereinstimmt:
{\displaystyle op\neq ee}
sowohl ein höherer als auch ein niedrigerer Enantiomerenüberschuss als tatsächlich vorhanden kann vorgetäuscht werden.

## Enantiomerenüberschuss und Enantiomerenverhältnis
Nach Vorschlag der IUPAC soll daher der Enantiomerenüberschuss zunehmend durch das Enantiomerenverhältnis {\displaystyle er} ersetzt werden, das aus dem Enantiomerenüberschuss berechnet werden kann:
{\displaystyle er={\frac {1+ee}{1-ee}}}
Im Beispiel aus der Abbildung ist das Enantiomerenverhältnis daher {\displaystyle er={\tfrac {7}{3}}.}
Obige Formel kann umgestellt werden zu:
{\displaystyle \Leftrightarrow ee={\frac {er-1}{er+1}}.}
Das Enantiomerenverhältnis kann auch direkt gemessen werden, vorwiegend mit
- chromatographischen Methoden[3] (Dünnschicht-,[4][5] Gas-[6] oder Hochdruckflüssigkeitschromatographie unter Verwendung chiraler stationärer Phasen)
- speziellen NMR-Techniken.[7]